# Ягляярви
Я́гляя́рви (фин. Ägläjärvi) — озеро в Суоярвском районе Карелии.

## Общие сведения
Береговая линия сильно изрезана.
Ягляярви протокой соединяется с озером Кюляярви — истоком реки Поясйоки, впадающей в реку Айттойоки, которая, в свою очередь, впадает в озеро Салонъярви. Общая площадь островов на озере составляет 0,2 км².
В озере водится окунь, щука, плотва, налим, ёрш.
Во время Советско-финской войны (1939—1940) район озера был местом ожесточённого сражения.
Код водного объекта в государственном водном реестре — 01040100111102000016610.